# Гальвес-и-Мадрид, Бернардо де
Бернардо де Гальвес-и-Мадрид (исп. Bernardo de Gálvez y Madrid; 23 июля 1746, Мадрид — 30 ноября 1786, Мехико) — испанский военачальник. Губернатор Луизианы и вице-король Новой Испании. Сыграл важную роль в поддержке войны за независимость США.

## Биография
Представитель знатного рода, веками служившего испанской монархии. Изучал военное дело в Авильской академии. По примеру отца и дяди, в 1762 году поступил на военную службу. В том же году участвовал в походе на Португалию. Получил чин лейтенанта. В конце 1762 года отправился в Мексику. В чине капитана участвовал в кампании против апачей, несколько раз был ранен. В 1770 году стал командующим войсками в провинции Нуэва-Виская. После возвращения в Испанию в 1772 году, изучал военное дело во Франции. В 1775 году участвовал в Алжирской экспедиции, снова был ранен. Получил чин подполковника.
В 1776 году вернулся в Мексику. В 1777 году получил чин полковника и был назначен губернатором Луизианы, которую в 1762 году Франция уступила Испании. После начала войны за независимость США, испанские власти, готовившиеся к реваншу за поражение в Семилетней войне, начали посылать своих представителей к американским колонистам, помогая им деньгами и оружием через подставные колониальные компании. Гальвес закрыл устье реки Миссисипи для британских судов и, одновременно, сделал порт Нового Орлеана открытым для американских судов. Через Оливера Поллока тайно снабжал колонистов. Состоял в переписке с Томасом Джефферсоном.
В 1779 году Испания объявила войну Великобритании. Гальвес получил чин бригадного генерала и начал решительную военную кампанию против англичан, получив приказ вернуть Флориду, утраченную в 1763 году. Его силы, состоящие из испанских солдат, мексиканских новобранцев, индейцев, свободных негров, волонтёров из американских колоний и немецких общин, несмотря на эпидемии, густые леса, ураганы и кишащие комарами болота, последовательно продвигались по побережью Мексиканского залива. Гальвес всегда находившимся в гуще сражений и воодушевлял свои войска личным примером и красноречием. 6 и 21 сентября 1779 года были взяты форты Бют и Батон-Руж, 14 марта 1780 года — форт Шарлотта, 7 января 1781 года — форт Мобил. Располагающиеся на территории Техаса гасиенды обеспечивали деньгами, оружием, боеприпасами, медикаментами и продовольствием испанские войска и, в какой-то степени, американскую Континентальную армию. Гальвес фактически открыл второй фронт, отвлекая на юг внимание британских войск на побережье Мексиканского залива, предназначенных для борьбы с американскими колонистами, которые и так потерпели несколько поражений. 8 мая 1781 года Гальвес взял Пенсаколу — столицу британской Западной Флориды. За свои победы получил чин генерал-лейтенанта и полевого маршала и был назначен главнокомандующим испанскими армией и флотом в Северной Америке и Вест-Индии. В 1781 и 1782 годах планировал операции по захвату Багамских островов и Ямайки. 28 мая 1783 года король Карл III даровал Гальвесу титулы графа де Гальвес и виконта де Галвестон и добавил на его герб девиз «Только я». В знак признательности заслуг, по протекции Поллока и решению Континентального конгресса портрет Гальвеса был размещен в зале заседаний конгресса, а Джордж Вашингтон пригласил его на парад 4 июля 1783 года, во время которого они стояли рядом.
В 1785 году Гальвес получил чин генерал-капитана и сменил своего отца на должности вице-короля Новой Испании. Находясь на вершине политической карьеры, в следующем году неожиданно скончался от внезапной болезни. Посмертно стал Почётным гражданином США, войдя в анналы истории войны за американскую независимость наравне с французами Лафайетом, Грассом и Рошамбо, пруссаками Штойбеном и Кальбом, поляками Пуласки и Костюшко. В 1976 году Гальвесу в столице США Вашингтоне установлен памятник.